# Кузьмино (Гусь-Хрустальный район)
Кузьмино — деревня в Гусь-Хрустальном районе Владимирской области России, входит в состав Муниципального образования «Посёлок Мезиновский».

## География
Деревня расположена в 5 км на запад от центра поселения посёлка Мезиновский и в 30 км на юго-запад от Гусь-Хрустального. 

## История
В XIX — начале XX века деревня входила в состав Демидовской волости Касимовского уезда Рязанской губернии, с 1926 года — в составе Палищенской волости Гусевского уезда Владимирской губернии. В 1859 году в селе числилось 22 двора, в 1905 году — 56 дворов, в 1926 году — 87 дворов.
С 1929 года деревня являлась центром Кузьминского сельсовета Гусь-Хрустального района, с 1935 года — в составе Курловского района, с 1954 года — в составе Ильичевского сельсовета, с 1963 года — в составе Гусь-Хрустального района, с 2005 года — в составе Муниципального образования «Посёлок Мезиновский».

## Население
| 1859 | 1905 | 1926 | 2002 | 2010 | 2021 |
| ---- | ---- | ---- | ---- | ---- | ---- |
| 170  | ↗423 | ↘415 | ↘47  | ↗52  | ↘33  |